# Liste der Monuments historiques in Malpas (Doubs)
Die Liste der Monuments historiques in Malpas führt die Monuments historiques in der französischen Gemeinde Malpas auf.

## Liste der Objekte
| Bezeichnung            | Beschreibung | Standort                                        | Kennzeichnung | Schutzstatus | Datum | Bild |
| ---------------------- | --- | ----------------------------------------------- | ------------- | ------------ | ----- | ---- |
| Hauptaltar             | Altartisch, Tabernakel, Retabel, Gemälde und Skulpturen; Holz, farbig gefasst und vergoldet, Ölfarbe auf Leinwand, 18. und 19. Jahrhundert | in der Kirche Présentation-de-Notre-Dame (Lage) | PM25001761    | Inscrit      | 2005  |      |
| Maria-Rosenkranz-Altar | linker Seitenaltar; Altartisch, Retabel und Gemälde; Holz, farbig gefasst und vergoldet, Ölfarbe auf Leinwand, 18. Jahrhundert             | in der Kirche Présentation-de-Notre-Dame (Lage) | PM25001763    | Inscrit      | 2005  |      |
| Kanzel                 | Holz, farbig gefasst, 18. Jahrhundert | in der Kirche Présentation-de-Notre-Dame (Lage) | PM25001764    | Inscrit      | 2005  |      |
| Marienaltar            | rechter Seitenaltar; Altartisch, Retabel und Gemälde; Holz, farbig gefasst und vergoldet, Ölfarbe auf Leinwand, 18. Jahrhundert            | in der Kirche Présentation-de-Notre-Dame (Lage) | PM25001762    | Inscrit      | 2005  |      |